# Thurid
Thurid (auch Thorid) ist ein nordischer weiblicher Vorname, gebildet aus den Wurzeln Thor (germanischer Donnergott) und fridr (schön).

## Herkunft
Der Name Thurid ist skandinavischer Herkunft und wurde bereits im Mittelalter verwendet, was man daran erkennen kann, dass Thurid bereits in den mittelalterlichen Islandsagas Laxdæla saga und Färingersaga als Name einer weiblichen Figur vorkommt.

## Namensträgerin
Zwischenname
- Agnes Thurid Gers (* 1997), deutsche Leichtathletin

## Wissenswertes
Auch eine männliche Figur in Edgar Rice Burroughs’ Romanen Göttin des Mars sowie Der Kriegsherr des Mars heißt Thurid.